# Восканян, Ашот Геворкович
Ашо́т Гево́ркович Восканя́н (род. 29 января 1957, Ленинакан) — советский и российский театральный режиссёр. Заслуженный деятель искусств Чувашской Республики (2009). Автор театрального проекта «Отражение».

## Биография
Ашот Геворкович Восканян родился в городе Ленинакан (ныне город Гюмри́), Армения. Ещё в школьные годы он был увлечён театром. После окончания общеобразовательной школы  поступил театральную студию при Ленинаканском драматическом театре и играл на сцене.
После службы в армии в 1980 году поступил вв Дальневосточный институт искусств. В 1985 году окончил театральный факультет Дальневосточного института искусств по специальности «Режиссёр драмы», мастерская заслуженного деятеля искусств РФ Ефима Давыдовича Табачникова. Творческую деятельность А. Г. Восканян начал в Дальневосточном краевом военном театре. Режиссёр много и плодотворно работал в театрах по всей стране — в Уссурийске, затем в театрах Ульяновска, Димитровграда, Нижнего Новгорода.
В 1998 году был приглашён в Русский драматический театр г. Чебоксары (Чувашская Республика) в качестве режиссёра-постановщика . Начало сотрудничества отмечено постановкой спектакля «Дядя Ваня», А. П. Чехов. С 2004 года А. Г. Восканян был главным режиссёром театра.
С 2015 года  работал главным режиссёром муниципального автономного учреждения культуры «Донской театр драмы и комедии имени В. Ф. Комиссаржевской» (Казачий драматический театр, Новочеркасск).

## Творчество и критика
Спектакли А. Г. Восканяна трижды становились победителями в Чувашском Республиканском конкурсе театрального искусства «Чĕнтĕрлĕ чаршав» (Узорчатый занавес) в номинации «Лучший спектакль года» (2000, 2005, 2011 годы).
«Для режиссёра Ашота Восканяна главное — заставить зрителя мыслить. Не только в своих спектаклях, но и в различных мероприятиях он стремится найти именно ту форму, которая была бы созвучна с современностью.

Для него очень важен авторский замысел, идея. В его работах ярко проявляются творческий индивидуализм актёров, мастерство артистов и авторская энергетика, скрытая в подтексте произведения. Для него ценен артист-интеллектуал, умеющий импровизировать и максимально полно проживать каждое мгновение своей сценической роли.»
«Режиссёр Восканян вырабатывает новые формы и приёмы для обогащения сценического искусства и всегда ищет живую эмоцию на сцене, эмоциональную связь между актёром и ролью. Считает, что никакая изобретательность режиссёра и фантазия художника не создадут подлинной жизни на сцене, если это не сочетается с глубиной и мастерством актёрской игры.».

## Основные постановки
Димитровградский театр драмы им. А. Н. Островского
- «Дядя Ваня» А. П. Чехов, художник С. Шавловский
- «Прошлым летом в Чулимске» А. Вампилов, художник С. Шавловский
- «Капитанская дочка» А. Пушкин, художник С. Скоморохов
- «По соседству мы живём» С. Лобозёров
- «Блез» К. Манье, художник С. Шавловский
- «Бесплодные усилия любви» У. Шекспир, художник С. Шавловский
- «Верую» по рассказам В. М. Шукшина, художник С. Шавловский
- «А что на дне колодца?» О. Сосин
- «Дикарь» А. Касоне, художник С, Шавловский
- «Последний пылко влюблённый» Н. Саймон
- «Медовый месяц комиссара полиции» Р. Тома
- «Сад без земли» М. Разумовская
- «Родственники» Э. Брагинский, Э. Рязанов, художник С. Шавловский
- «Ловушка» Р. Тома

Ульяновский театр драмы им. И. А. Гончарова
- «Актриса» А. Толстой, художник С. Шавловский
- «Дамы и гусары» А. Фредро.

Русский Драматический Театр Чувашской Республики
- «Дядя Ваня» А. П. Чехов, художник А. Родик
- «Прошлым летом в Чулимске» А. Вампилов
- «Трактирщица» К. Гольдони, сценография С. Шавловский
- «Кукушкины слезы» А. Толстой, художник С. Шавловский
- «Неугомонный дух» Н. Коуард,
- «Тоска по Чехову» (О любви) М. Круглов
- «Без вины виноватые» А. Островский
- «Зойкина квартира» М. Булгаков, художник Д. Мохов
- «Любовь, джаз и черт» Ю. Грушас,
- «Счастливый день» А. Островский, Н. Соловьёв,
- «Бесплодные усилия любви» В. Шекспир, художник Д. Мохов
- «Спешите делать добро» М. Рощин,
- «Анна Каренина» Л. Толстой, художник С. Шавловский
- «Лев зимой» Д. Голдмен
- «Чайка» А. Чехов,
- «Любовный круг» С. Моэм,
- «Стеклянный зверинец» Т. Уильямс, художник Д. Мохов
- «Лжец» Д. Псафас
- «Бешеные деньги» А. Островский
- «Элегия» П. Павловский
- «Вешние воды» И. С. Тургенев
- «Ревизор» Н. В. Гоголь, художник С. Шавловский
- «Ретро» А. Галин, художник С. Шавловский
- «№ 13» Р. Куни, художник С. Шавловский
- «Преступление и наказание» Ф. М. Достоевский
- «Шарады Бродвея» М. Орри Р. денем
- «С Любовью» А. Соколова, художник Д. Мохов

Нижегородский академический театр драмы
- «Блэз» К. Мане
- «Крыша» А. Галин

 Донской театр драмы и комедии им. В. Ф. Комиссаржевской (Казачий драматический театр)
- «Идиот» Ф. М. Достоевский, художник С. Зограбян
- «Вишнёвый сад» А. П. Чехов, художник С. Зограбян
- «Молитесь обо мне» Д. Мережковский. художник С. Наджафов
- «Комната невесты» В. Красногоров, художник С. Шавловский
- «Поминальная молитва» Г. Горин, художник С. Зограбян
- «Человек из Ламанчи» Д. Вассерман, художник С. Шавловский
- «Метель» А. Пушкин
- «Инспектор Рафинг» Д. Нигро, художник С. Шавловский
- «Квартет» Р. Харвуд, художник И. Агуф
- «Цилиндр» Э. Де Филиппо, художник С. Шавловский
- «Бешеные деньги» А. Н. Островский, художник-постановщик А. Лютов
- «12 ночь» В. Шекспир, художник С. Архипова

## Признание и награды
- Заслуженный деятель искусств Чувашской Республики (2009)[14].
- Грант Президента Чувашской Республики за проект «Отражение» (2009)[15].
- Спектакли А. Г. Восканяна трижды становились победителями в Чувашском Республиканском конкурсе театрального искусства «Чĕнтĕрлĕ чаршав» (Узорчатый занавес) в номинации «Лучший спектакль года» (2000, 2005, 2011 годы)[9].
- 13 декабря 2018 года на Торжественной церемонии открытия «Года театра» за свою работу получил благодарность Губернатора Ростовской области[8].